# Кубок Казахстана по футболу среди женщин
Кубок Казахстана по футболу среди женщин — ежегодное соревнование для казахстанских женских футбольных клубов, проводимое Казахстанской федерацией футбола.

## Финалы
| Розыгрыш | Победитель                                                   | Финалист                                                     | Счёт                                                         | Стадион                                                      |
| -------- | ------------------------------------------------------------ | ------------------------------------------------------------ | ------------------------------------------------------------ | ------------------------------------------------------------ |
| 2006     | Алма-КТЖ (Алма-Ата)                                          | Жерим-КУ (Кокшетау)                                          | Групповой этап                                               |                                                              |
| 2007     | Алма-КТЖ (Алма-Ата)                                          | Шахтёр-КарГУ (Караганда)                                     | Групповой этап                                               |                                                              |
| 2008     | Алма-КТЖ (Алма-Ата)                                          | Жерим-КУ (Кокшетау)                                          | Групповой этап                                               |                                                              |
| 2009     | СШВСМ (Алма-Ата)                                             | Жерим-КУ (Кокшетау)                                          | Групповой этап                                               |                                                              |
| 2010     | БИИК-Казыгурт (Шымкент)                                      | Жерим-КУ (Кокшетау)                                          | Групповой этап                                               |                                                              |
| 2011     | БИИК-Казыгурт (Шымкент)                                      | СШВСМ-Барыс (Алма-Ата)                                       | Групповой этап                                               |                                                              |
| 2012     | БИИК-Казыгурт (Шымкент)                                      | СШВСМ-Барыс (Алма-Ата)                                       | 3:1                                                          | Центральный, Тараз                                           |
| 2013     | БИИК-Казыгурт (Шымкент)                                      | Кокше (Кокшетау)                                             | 6:0                                                          | Стадион "Улан", Тараз                                        |
| 2014     | БИИК-Казыгурт (Шымкент)                                      | Кокше (Кокшетау)                                             | 6:0                                                          | ФЦ БИИК, Шымкент                                             |
| 2015     | БИИК-Казыгурт (Шымкент)                                      | Кокше (Кокшетау)                                             | 6:1                                                          | ФЦ БИИК, Шымкент                                             |
| 2016     | БИИК-Казыгурт (Шымкент)                                      | Астана (Астана)                                              | 4:1                                                          | ФЦ БИИК, Шымкент                                             |
| 2017     | БИИК-Казыгурт (Шымкент)                                      | СШВСМ-Барыс (Алма-Ата)                                       | 6:0                                                          | ФЦ БИИК, Шымкент                                             |
| 2018     | БИИК-Казыгурт (Шымкент)                                      | Окжетпес (Кокшетау)                                          | 1:0                                                          | ФЦ БИИК, Шымкент                                             |
| 2019     | БИИК-Казыгурт (Шымкент)                                      | СДЮСШОР №8 (Нур-Султан)                                      | 7:0                                                          | Намыс, Шымкент                                               |
| 2020     | розыгрыш национального Кубка отменен из-за пандемии COVID-19 | розыгрыш национального Кубка отменен из-за пандемии COVID-19 | розыгрыш национального Кубка отменен из-за пандемии COVID-19 | розыгрыш национального Кубка отменен из-за пандемии COVID-19 |
| 2021     | БИИК-Казыгурт (Шымкент)                                      | Окжетпес (Кокшетау)                                          | 3:0                                                          | ФЦ БИИК, Шымкент                                             |
| 2022     | БИИК-Шымкент (Шымкент)                                       | Томирис-Туран (Туркестан)                                    | 4:0                                                          | ФЦ БИИК, Шымкент                                             |

## Достижения
| Клубы                     | Т  | Обладатели                                                             | Финалисты                                            |
| ------------------------- | -- | ---------------------------------------------------------------------- | ---------------------------------------------------- |
| БИИК-Казыгурт (Шымкент)   | 12 | 2010, 2011, 2012, 2013, 2014, 2015, 2016, 2017, 2018, 2019, 2021, 2022 | ~                                                    |
| Алма-КТЖ (Алма-Ата)       | 3  | 2006, 2007, 2008                                                       | ~                                                    |
| СШВСМ-Барыс (Алма-Ата)    | 1  | 2009                                                                   | 2011, 2012, 2017                                     |
| Окжетпес (Кокшетау)       | ~  | ~                                                                      | 2006, 2008, 2009, 2010, 2013, 2014, 2015, 2018, 2021 |
| СДЮСШОР №8 (Нур-Султан)   | ~  | ~                                                                      | 2016, 2019                                           |
| Шахтёр-КарГУ (Караганда)  | ~  | ~                                                                      | 2007                                                 |
| Томирис-Туран (Туркестан) | ~  | ~                                                                      | 2022                                                 |